# 7. Sinfonie (Dvořák)
Die Sinfonie Nr. 7 d-Moll op. 70 ist eine Sinfonie von Antonín Dvořák. Sie wurde zu Lebzeiten des Komponisten als dessen 2. Sinfonie veröffentlicht.

## Entstehung
Nachdem Dvořák 1884 die 3. Sinfonie seines Freundes Johannes Brahms gehört hatte, machte auch er sich daran, eine neue Sinfonie zu komponieren. Die Entstehung seiner letzten, der 6. Sinfonie, lag zu diesem Zeitpunkt bereits über vier Jahre zurück; eine Zeit, in der Dvořáks Kompositionsstil erneut reifer und ausgefeilter geworden war, weshalb die 7. Sinfonie zu einem neuen Gipfelpunkt im sinfonischen Schaffen des Komponisten wurde. Sie stellt somit den Beginn der drei großen Sinfonien des Komponisten (Sinfonien Nr. 7, 8 und 9) dar.
In die Zeit der Entstehung der Sinfonie fällt auch die Ernennung Dvořáks als Ehrenmitglied der Londoner Philharmonie-Gesellschaft, verbunden mit dem Auftrag, eine neue Sinfonie zu schreiben. So führte Dvořák seine 7. Sinfonie dann auch erstmals in der St. James Hall in London auf.

## Zur Musik

### Besetzung
2 Flöten (2. auch Piccolo), 2 Oboen, 2 Klarinetten, 2 Fagotte, 4 Hörner, 2 Trompeten, 3 Posaunen,  Pauke und Streicher.

### 1. Satz: Allegro maestoso
Der erste Satz beginnt mit einem ruhigen, aber bedrohlich wirkenden Klangteppich, auf dem eine düstere Melodie ausgebreitet wird. „Keine überflüssige Note“ enthalte der Beginn der Sinfonie laut Dvořák. Das optimistischere zweite Thema wird im Laufe des kämpferischen ersten Satzes immer wieder vom düsteren ersten Thema bedroht und erstickt. Der Satz endet, für Dvořák ungewöhnlich, im pianissimo, in düsterer Stimmung. Eine Lösung der künstlerischen Probleme und Auseinandersetzungen, die im Laufe des Satzes aufgeworfen wurden, ist noch nicht erreicht, hierzu kann es erst im weiteren Verlauf der Sinfonie kommen.

### 2. Satz: Poco adagio
Das Adagio gibt sich ebenfalls in kämpferischer Stimmung und ist durchdrungen von intensiven Kraftausbrüchen des ganzen Orchesters, welche die weihevolle und von den Holzbläsern dominierte Stimmung des Hauptthemas, mit dem dieser Satz eröffnet wird,  immer wieder unterbrechen. Am markantesten hierbei ist eine von der Flöte initiierte Phrase, welche von den Streichern mit zunächst einem, anschließend zwei Tuttischlägen beantwortet wird. Kurz darauf leitet die Trompete eine mitreißende, drängende Bewegung des ganzen Orchesters ein, welche eine enorme Kraft entfaltet. Der Satz endet schließlich wieder in ruhiger und friedlicher Stimmung, wiederum von den Holzbläsern erzeugt.

### 3. Satz: Scherzo. Vivace
Das Scherzo ist ein typisches Charakterstück des böhmischen Meisters. Das markant-tänzerische Hauptthema des Scherzos ist eindeutig böhmischen Ursprungs und trägt deutliche nationale Züge, wie dies in Dvořáks Sinfonien meist in den Scherzi der Fall ist. Auch dieses Thema steht in kämpferischem Moll und ist nicht konfliktfrei. Nur ein kurzes Trio scheint etwas Ruhe zu versprechen.

### 4. Satz: Finale. Allegro
Das Finale beginnt mit einer drohenden Geste des Orchesters, welche sogleich einen drängenden und fordernden Charakter annimmt. Die Lösung der musikalischen Probleme soll nun gefunden werden. Die Einleitung fasst noch einmal alle Auseinandersetzungen der Sinfonie zusammen. Nach einem rhythmisch markanten Unisono-Streicher-Motiv folgt das eigentliche drängende und immer optimistischer werdende Hauptthema. Das zweite Thema steht dann folglich auch in einer Dur-Tonart (G-Dur) und zeigt triumphierende Züge.
Jedoch ist die düstere Grundstimmung noch immer nicht völlig besiegt, sie setzt sich hiernach noch einmal durch. Es folgt die kämpferische Verarbeitung des Hauptthemas in heftigsten musikalischen Auseinandersetzungen. Diese münden schließlich am triumphalen Ende der Sinfonie in eine mitreißende, dramatische Coda.
Das Finale erreicht eine auch für Dvořák neue Intensität der musikalischen Aussage und Qualität der thematischen Verarbeitung.

## Wirkung
Die Uraufführung der Sinfonie fand am 22. April 1885 in London unter Leitung des Komponisten statt. Sie wurde zu einem der größten Erfolge Dvořáks zu dessen Lebzeiten. Auch in der böhmischen Heimat wurde die Sinfonie gefeiert. Ihr kämpferischer Charakter verband sich mit dem patriotischen Wunsch der Tschechen nach einem blühenden Nationalstaat.
Die Drucklegung des Werkes gestaltete sich dagegen äußerst kompliziert, da Dvořáks Verleger Fritz Simrock die Sinfonie nur unter Einschränkungen (beispielsweise sollte die Widmung an die Londoner Philharmonie-Gesellschaft nicht berücksichtigt werden und die Drucklegung in Deutsch, nicht in Tschechisch, erfolgen) und zu einem zu geringen Preis herausgeben wollte. Erst nach einigen Jahren folgte hier eine Einigung.
Heute zählt man die 7. Sinfonie zu den herausragenden Meisterwerken Dvořáks in Sinfonik und Gesamtwerk, und sie gehört somit zum Standardrepertoire der großen Orchester.